# Jan Zawicki
Jan Zawicki (ur. przed 1565) – polski poeta, dramaturg i tłumacz, autor tragedii Jephtes tragoedia (1587, tłumaczenie z łaciny utworu Buchanana).

## Życiorys
Żył i tworzył w XVI wieku, za panowania Stefana Batorego (1576-1586) i Zygmunta III (od roku 1587). Utrzymywał bliższe kontakty ze Stanisławem Mińskim (późniejszym wojewodą łęczyckim i podkanclerzem koronnym, zmarłym w roku 1607). Lata narodzin i śmierci nie są obecnie znane.

## Twórczość
- Charites słowieńskie, brak miejsca i roku wydania (poemat na cześć Jana Zamoyskiego)

## Przekłady
- Jerzy (George) Buchanan Jephtes tragoedia, Kraków 1587, drukarnia Łazarzowa (dramat); przedr.: K.W. Wójcicki Biblioteka starożytna pisarzy polskich, t. 1, Warszawa 1843; także wyd. 2 Warszawa 1854; K.J. Turowski, Sanok 1856, Biblioteka Polska, seria I, z. 197; J. Lewański Dramaty staropolskie. Antologia, t. 2, Warszawa 1959; unikat: Ossolineum nr 19350.